# Елагова кислота
Еллагова кислота (англ. Ellagic acid) — це природний антиоксидант фенолу, який міститься в численних фруктах та овочах. У зв'язаному вигляді є компонентом елаготанінів — дубильних речовин гідролізованої групи. Еллагова кислота — дилактон гексагідроксидіфенової кислоти.

## Поширення
Зустрічається більш ніж в 700 видах вищих рослин. Практично не зустрічається в відділах Хвойні і Папоротеподібні, в класі Однодольні. Присутність в рослинах може мати таксономічне значення, наприклад, в родині Розоцвіті міститься тільки в рослинах родини Розові.
Можливими рослинними джерелами отримання можуть бути рослини роду вільха, береза, горіх, каштан, дуб.